# Convention baptiste coréenne
La Convention baptiste coréenne (anglais : Korea Baptist Convention) est une association chrétienne évangélique d'églises baptistes en Corée du Sud.  Elle est affiliée à l’Alliance baptiste mondiale. Son siège est situé à Séoul.

## Histoire
La Convention baptiste coréenne a ses origines dans les premières églises baptistes établies en Corée du Sud par le missionnaire canadien Malcolm Fenwick en 1896. Le Conseil de mission internationale a également contribué à l’implantation d’églises. La Convention est officiellement fondée en 1949. Selon un recensement de l’association, en 2023 elle disait avoir 3,442 églises et 530,000 membres.

## Organisation missionnaire
La convention a une organisation missionnaire, Council of Foreign Missions .

## Écoles
Elle compte une université affiliée, l'Université et séminaire théologique baptiste de Corée à Daejeon fondé en 1953.